# Lord-lieutenant du Shropshire
Ceci est une liste de personnes qui ont servi comme lord-lieutenant du Shropshire. Avant la guerre civile anglaise, la lieutenance du Shropshire était toujours détenue par le lord-lieutenant du pays de Galles, mais après la Restauration, ses lieutenants ont été nommés séparément. Depuis 1708, tous les lord-lieutenants ont été également Custos Rotulorum of Shropshire.

## Lord-lieutenants du Shropshire
- voir Lord-lieutenant du pays de Galles pour les lieutenants avant la guerre civile
- Robert Devereux, 3e comte d'Essex (Nommés par le Parlement) 1642 - 14 septembre 1646
- Francis Newport, 1er comte de Bradford 26 juillet 1660 – 11 août 1687
- George Jeffreys, 1er baron Jeffreys 11 août 1687 – 18 avril 1689
- Francis Newport, 1er comte de Bradford 11 juin 1689 – 29 novembre 1704
- Richard Newport, 2e comte de Bradford 29 novembre 1704 – 10 mai 1712
- Charles Talbot, 1er duc de Shrewsbury 10 mai 1712 – 12 novembre 1714
- Richard Newport, 2e comte de Bradford 12 novembre 1714 – 14 juin 1723
- Henry Newport, 3e comte de Bradford 20 mai 1724 – 23 décembre 1734
- Henry Herbert, 1er comte de Powis 22 mai 1735 – 13 mars 1761
- William Pulteney, 1er comte de Bath 13 mars 1761 – 7 juillet 1764
- Henry Herbert, 1er comte de Powis 16 août 1764 – 10 septembre 1772
- Robert Clive, 1er baron Clive 4 novembre 1772  – 22 novembre 1774
- Edward Clive, 2e baron Clive 12 avril 1775 – 30 mars 1798
- George Herbert, 2e comte de Powis 30 mars 1798 – 16 janvier 1801
- vacant
- Edward Clive, 1er comte de Powis 18 mai 1804 – 16 mai 1839
- George Sutherland-Leveson-Gower, 2e duc de Sutherland 13 juillet 1839 – 14 novembre 1845
- Rowland Hill, 2e vicomte Hill 14 novembre 1845 – 3 janvier 1875
- Orlando Bridgeman, 3e comte de Bradford 30 janvier 1875 – 25 juillet 1896
- George Herbert, 4e comte de Powis 25 juillet 1896 – 3 août 1951
- Robert Bridgeman, 2e vicomte Bridgeman 3 août 1951 – 20 mars 1970
- Arthur Heywood-Lonsdale 20 mars 1970 – 3 mars 1975
- John Dugdale 3 mars 1975 – 1994[1]
- Gustavus Hamilton-Russell, 10e vicomte Boyne 19 June 1994 – 14 décembre 1995[2]
- Algernon Eustace Heber-Percy 11 mars 1996 – 2 janvier 2019[3]
- Anna Turner 3 janvier 2019 – présent

## Deputy Lieutenants
This is an incomplete list
- John Sidney Burton Borough 9 février 1901 [4]
- Edmund Thewles, 2014 [5]